# Brachypelma
Brachypelma es un género de arañas migalomorfas de la familia Theraphosidae que incluye varias especies de tarántulas de la costa pacífica de México.
Se cree que el género es originario del territorio que comprende México. Son dóciles tarántulas con individuos fáciles de criar en un terrario. Las especies más famosas del género son Brachypelma smithi (tarántula de anillos rojos), Brachypelma albopilosum, Brachypelma boehmei, y Brachypelma vagans. 
Se alimentan generalmente de insectos, aunque su dieta llega a incluir también lagartijas y ranas. Como es típico en la mayoría de especies de araña, practican canibalismo en su medio natural y en cautiverio. Por esta razón, se recomienda a los criadores mantener a cada individuo aislado.[cita requerida]
Brachypelma verdezi había sido previamente malidentificada como Brachypelma pallidum.

## Ciclo de vida
Son de crecimiento excepcionalmente lento y tienen larga vida. En la puesta ponen de 100 a 600 huevos, las arañuelas mudan cada dos semanas en los primeros pocos meses, luego van disminuyendo la frecuencia hacia la madurez. Una Brachypelma adulta muda infrecuentemente una vez al año. Estas tarántulas llegan a la madurez sexual a los cinco años.[cita requerida]
Grandes arañas usadas en filmes de Hollywood (p. ej. Indiana Jones, The Mummy Returns) son normalmente Brachypelma smithi o Brachypelma emilia debido a su gran docilidad; también se usa con frecuencia Grammostola rosea.[cita requerida]

## Especies
- Brachypelma albiceps Pocock, 1903 (México)
- Brachypelma auratum Schmidt, 1992 (México)
- Brachypelma baumgarteni Smith, 1993 (México)
- Brachypelma boehmei Schmidt & Klaas, 1993 (México)
- Brachypelma emilia (White, 1856) (México)
- Brachypelma hamorii Tesmoingt, Cleton & Verdez, 1997 (México)
- Brachypelma klaasi (Schmidt & Krause, 1994) (México)
- Brachypelma smithi (F. O. P.-Cambridge, 1897) (México)

Gen. Tliltocatl Mendoza & Francke, 2020
- Brachypelma albopilosum Valerio, 1980 (Costa Rica)
- Brachypelma epicureanum (Chamberlin, 1925) (México)
- Brachypelma sabulosum (F. O. P.-Cambridge, 1897) (Guatemala)
- Brachypelma schroederi Rudloff, 2003 (México)
- Brachypelma vagans (Ausserer, 1875) (México, América Central)
- Brachypelma verdezi Schmidt, 2003 (México)
- Brachypelma kahlenbergi Jan-Peter Rudloff, 2008 (México)

Gen. Sericopelma Ausserer, 1875
- Brachypelma angustum Valerio, 1980 (Costa Rica) = Sericopelma
- Brachypelma embrithes (Chamberlin & Ivie, 1936) (Panamá) = Sericopelma

Nomina dubia:
- Brachypelma andrewi Schmidt, 1992 (desconocido)
- Brachypelma aureoceps (Chamberlin, 1917) (EUA (probablemente introducida, desconocido)

Ver también:
- Sandinista lanceolatum = Brachypelma fossorium Valerio, 1980 (Costa Rica)

- Aphonopelma pallidum = Brachypelma pallidum (que se ha utilizado en la lista de especies en riesgo (Norma Oficial Mexicana 059) en México).